# Fax-Server
Fax-Server bieten nach dem Client-Server-Modell an, Faxe zu empfangen und zu versenden. 
Ein Fax-Server ist sowohl ein PC in einem Rechnernetz, auf dem mit Hilfe einer entsprechenden Software (zum Beispiel einem Unified-Messaging-Programm) Faxe ein- oder ausgehen, als auch diese Software selbst.
Zur genauen Abgrenzung spricht man von einer Fax-Server-Software und einem Fax-Server-PC.
Der Fax-Server muss in der Regel sowohl an die Telefonanlage als auch an das Rechnernetz angeschlossen sein. Die Verbindung mit der Telefonanlage erfolgt meist über eine aktive ISDN-Karte oder ein Faxmodem.
Empfangene Faxdokumente können meist über den Fax-Server als Bilddatei, in der Regel im Tagged Image File Format (TIFF) an ein anderes Programm (zum Beispiel ein Dokumentenmanagementsystem) weitergegeben werden.
Ausgehende Faxe können häufig direkt über entsprechende Programme am Arbeitsplatz des Anwenders versendet werden. Im einfachsten Fall wird ein spezieller „Druckertreiber“ eingerichtet, der es aus jeder beliebigen Anwendung (aus der gedruckt werden kann) ermöglicht Faxe zu versenden.
Die Leistungsfähigkeit einer Fax-Server-Lösung ergibt sich primär durch die Zahl der gleichzeitig möglichen Sende- und Empfangsvorgänge. An einem ISDN-Primärmultiplexanschluss können zum Beispiel CAPI-basierte Lösungen 30 Faxverbindungen gleichzeitig realisieren. An einem analogen Telefonanschluss kann mit einem Modem nur eine Faxverbindung gleichzeitig realisiert werden.